# رود دياتشينكو
رود دياتشينكو (بالروسية: Родион Дьяченко)‏ (بالإنجليزية: Rod Dyachenko)‏ هو لاعب كرة قدم أمريكي وروسي في مركزي الوسط والهجوم، ولد في 22 سبتمبر 1983 في جورجييفسك في روسيا. لعب مع دي.سي. يونايتد ونادي تان كوانغ نين ونادي هوشي منه سيتي.

## وصلات خارجية
- رود دياتشينكو على موقع الدوري الأمريكي (الإنجليزية)
- رود دياتشينكو على موقع قاعدة بيانات كرة القدم.إي يو (الإنجليزية)
- رود دياتشينكو على موقع Soccerway.com (الإنجليزية)
- رود دياتشينكو على موقع عالم كرة القدم.نت (الإنجليزية)